# Whitecourt
Whitecourt is een plaats (town) in de Canadese provincie Alberta en telt 8971 inwoners (2006).